# Gainestown
Gainestown (conosciuto anche come Nehalem-EP) è l'ennesima evoluzione del processore Intel Xeon DP per sistemi biprocessore, e va a sostituire il core Harpertown. Inizialmente previsto per il tardo 2008, è arrivato sul mercato il 29 marzo 2009 ed è basato sulla nuova architettura Nehalem, successiva all'Intel Core Microarchitecture, originariamente introdotta nella gamma Xeon DP dal core Woodcrest nel corso del 2006.

## Caratteristiche tecniche

### Processo produttivo
Si tratta ancora di una CPU a 4 core costruita mediante processo produttivo a 45 nm ma realizzata secondo un approccio costruttivo a Die Monolitico, e non unendo 2 die dual core in un unico package, come avviene in Harpertown.
A differenza di quanto avvenuto in passato in tutte le ultime generazioni di architetture Intel, in cui la cache era divisa in 2 livelli, in Gainestown ne sono presenti 3. Ogni core ha una propria cache L1 da 64 KB (divisa a sua volta in 2 blocchi da 32 KB, per le istruzioni e per i dati, al pari di quanto avviene per la precedente architettura Core), e una propria cache L2 da 256 KB (a differenza della cache L2 da 4 o 6 MB condivisa tra tutti i core dell'architettura precedente); a queste si aggiunge un'ulteriore cache L3 da 8 MB che viene condivisa tra tutti i core e che è, tra l'altro, di tipo inclusivo.
Come previsto dall'architettura Nehalem, il bus non è più quello Quad Pumped, introdotto da Intel con il primo Pentium 4 Willamette e mantenuto fino agli ultimi esponenti dell'architettura "Core", ma il nuovo Intel QuickPath Interconnect, analogo all'HyperTransport di AMD. A differenza di quanto avviene nel core Bloomfield (in tutto e per tutto simile a Gainestown) per la fascia più alta del mercato dektop però, in Gainestown sono presenti 2 collegamenti QPI che funzionano a frequenze diverse a seconda del modello; la versione più potente ha una banda passante di 6,4 GT/s (GigaTransfer/s), pari a 12,8 GB/s, mentre altre versioni ridotte hanno una banda di 4,8 GT/s, pari a 9 GB/s. Va ricordato comunque che il tradizionale BUS non è stato abbandonato proprio del tutto: esso sopravvive all'interno della CPU per il trasferimento interno dei dati e per poter impostare la frequenza operativa insieme al moltiplicatore; in Gainestown tale BUS funziona a 133 MHz. La presenza di 2 collegamenti QPI differenzia Gainestown anche dal core Beckton per gli Xeon MP per sistemi multiprocessore che sarà dotato di 4 collegamenti di questo tipo.
L'ispirazione da parte di Intel nei confronti di quanto fatto da AMD nel corso degli ultimi anni, non si è limitata al nuovo BUS seriale. È stato infatti integrato anche il controller della memoria RAM, che in Gainestown è Triple Channel (a 3 canali) e supporta memorie DDR3 negli standard 800/1066/1333 MHz.
Il consumo sono variabili a seconda delle versioni: esistono 4 fasce, corrispondenti a consumi di 60 W, 80 W, 95 W e 130 W. Per quanto riguarda il socket, esso è il nuovo LGA 1366 (conosciuto anche come Socket B) e utilizzato anche dalla controparte desktop Bloomfield (in tutto e per tutto simile a Gainestown a parte il supporto a configurazioni biprocessore). Inizialmente in realtà erano state annunciate anche versioni prive del controller di memoria integrato e installabili nel Socket H (715 pin), ma nelle successive notizie di fine 2007 queste versioni "ridotte" non vennero più state menzionate; probabilmente Intel ha deciso di integrare il controller di memoria in tutte le varianti di Gainestown, così da non dover differenziarne la produzione e contenere i costi realizzativi. Nei primi giorni di giugno 2008 erano apparse in rete anche le prime immagini di CPU Gainestown che evidenziavano come il nuovo processore avrebbe avuto una forma leggermente rettangolare, a differenza di quella quadrata dei processori precedenti realizzati per il Socket 775, con alcuni incavi laterali che ne impediscono un montaggio non corretto all'interno del socket.
Infine il clock dovrebbe in futuro superare la barriera "storica" dei 4 GHz, un obiettivo perseguito da Intel con il Pentium 4 Prescott ma mai raggiunto a causa del consumo eccessivo di quelle soluzioni.
A settembre 2007 Intel aveva annunciato di aver appena completato la produzione dei primi prototipi di Gainestown, e che questi sono composti da ben 731 milioni di transistor. Si tratta di un valore inferiore rispetto agli 820 milioni di transistor delle soluzioni a 4 core basate sulla seconda generazione dell'architettura "Core" (per esempio il core Harpertown) ma giustificata da 2 ragioni fondamentali: la prima risiede nel fatto che la gestione delle comunicazioni interne di un processore a 4 core "nativo" ovvero realizzato in un unico die mediante l'approccio a Die Monolitico, è più semplice da realizzare e richiede quindi meno componenti rispetto alla connessione di 2 die dual core mediante un approccio a Die Doppio come avviene nelle soluzioni precedenti e, in secondo luogo, l'architettura Nehalem è stata sviluppata per sfruttare in maniera ancora più efficiente la cache di ultimo livello che è certamente il componente di una CPU che ne fa aumentare più di ogni altro il numero di transistor, e richiederne quindi una quantità minore. Mentre Gainestown contiene, come detto 8 MB di cache L3 (condivisa da tutti e 4 i core), il precedente Harpertown è dotato di una cache L2 di 12 MB (separata però in 2 blocchi da 6 MB ciascuno condiviso da una sola coppia di core). La superficie del die è invece aumentata, passando dai 214 mm² (2 x 107 mm²) di Harpertown, ai 263 mm² di Gainestown.

#### Sfruttamento della cache di ultimo livello
Nei processori dual core e multi core si pone il problema di come sfruttare la grande dotazione di cache di ultimo livello e come gestirne l'accesso da parte dei vari core. L'approccio a die monolitico cui si è accennato poco sopra è solo uno degli approcci possibili nella realizzazione, e ognuno di questi comporta pro e contro relativamente ai metodi di fruizione di questa preziosa memoria aggiuntiva. Buona parte di questi aspetti è evidenziata nella voce Architettura dual core#Architettura della cache condivisa, in cui si fa riferimento anche ad altri processori che sfruttano i differenti approcci.

#### Importanti considerazioni sul consumo dichiarato
È importante sottolineare che per fare un confronto tra i consumi di queste nuove soluzioni con quelle che le hanno precedute sul mercato, è necessario considerare che nella stima del consumo del nuovo core viene incluso anche quello legato alle funzioni che un tempo erano demandate al northbridge del chipset. Di conseguenza, il consumo sopracitato, superiore a quello dichiarato per il predecessore di Gainestown, è in realtà più basso se confrontato con la somma tra il consumo di Harpertown e quello del northbridge del chipset.

### Tecnologie implementate
Oltre alle ormai scontate istruzioni MMX, SSE, SSE2, SSE3, EM64T e XD-bit, è stato implementato anche l'intero set di istruzioni SSE4. A fine 2007 con i primi processori a 45 nm (basati però su architettura "Core") Intel aveva già iniziato l'introduzione di queste nuove istruzioni ma si era limitata a 47 istruzioni sulle 54 previste dal set SSE4 completo, e per questo motivo il produttore indicava questa prima implementazione, limitata, come SSE4.1 (dove. 1 indica la prima versione); in tutti i processori basati sull'architettura Nehalem invece, viene integrato l'intero set delle istruzioni, indicato come SSE4.2.
Non mancano ovviamente la tecnologia di virtualizzazione Vanderpool e quella di risparmio energetico SpeedStep, che nelle nuove CPU vanta decisi miglioramenti; grazie alla nuova tecnologia Power Gate infatti, Gainestown è in grado di rallentare e accelerare la frequenza di ogni core individualmente a seconda della specifica occupazione e arrivare addirittura allo "spegnimento" di quelle aree della CPU che risultano inutilizzate, forse addirittura gli interi core, riducendone il voltaggio a zero, e non limitandosi a diminuirne le richieste energetiche. A questa tecnologia se ne unisce anche un'altra esattamente duale, chiamata Intel Turbo Mode che è in sostanza il nuovo nome della Intel Dynamic Acceleration già vista nei Core 2 Duo Merom e Penryn alla base delle piattaforme Centrino Duo Santa Rosa e Centrino 2 Montevina. La nuova architettura Nehalem porta tale tecnologia in tutti i settori di mercato e grazie ad essa è possibile aumentare il clock dei soli core utilizzati in modo da velocizzare l'elaborazione di quelle particolari applicazioni che non sono in grado di sfruttare adeguatamente un processore multi core. Avere meno core attivi, consente infatti di aumentare il clock (e quindi il consumo) dei core rimanenti senza eccedere le specifiche della CPU stessa.
Anche la gestione del calore dissipato ha visto importanti miglioramenti: a differenza di quanto avviene nei processori precedenti, che al raggiungimento di una certa temperatura abbassano istantaneamente il proprio clock al valore più basso possibile, in Gainestown il clock viene abbassato progressivamente fino al raggiungimento della temperatura adeguata.
È da evidenziare infine l'implementazione della nuova tecnologia Simultaneous Multi-Threading, evoluzione della vecchia Hyper-Threading (ma basata su principi completamente diversi), ormai abbandonata da parte del produttore statunitense, e in grado di raddoppiare il numero di thread elaborabili dalla CPU. Dato che Gainestown ha 4 core, è in grado di gestire 8 thread contemporaneamente.

## Chipset supportati
Gainestown viene abbinato al chipset Tylersburg in grado di connettere la CPU agli slot PCI Express 2.0. Esso fornisce supporto a 2 collegamenti indipendenti del BUS QPI in modo da consentire la connessione di due processori simultaneamente, e la comunicazione con una coppia di chipset. Ogni chipset supporta 2 collegamenti QPI (connessi tra loro e con le CPU) e fino a 36 linee PCI Express comprendenti configurazioni a 4 slot PCI Express 2.0 con connessioni 16x elettriche e 2 slot PCI Express con connessioni 4x elettriche.

## Prezzi dei vari modelli al momento del lancio
Di seguito i prezzi delle varie versioni di Gainestown arrivate sul mercato identificate dal processor number appartenente alla nuova serie 55xx:
- Xeon EP W5580 - 1557 $
- Xeon EP X5570 - 1349 $
- Xeon EP X5560 - 1172 $
- Xeon EP X5550 - 958 $
- Xeon EP X5540 - 744 $
- Xeon EP X5530 - 530 $
- Xeon EP X5520 - 373 $
- Xeon EP X5506 - 266 $
- Xeon EP X5504 - 224 $
- Xeon EP X5502 - 188 $

Quest'ultimo è l'unico a essere dotato di 2 soli core.
Sono disponibili anche le tradizionali versioni LV a basso voltaggio:
- Xeon EP L5520 - 530 $
- Xeon EP L5506 - 423 $

Il 9 agosto 2009 sono arrivati anche i seguenti modelli:
- Xeon EP W5590 - 1557 $
- Xeon EP L5530 - 530 $

### Modelli non commercializzati
Il 16 marzo 2010, in concomitanza con la presentazione dei primi modelli di Xeon DP a 6 core, basati sul successore di Gainestown, dovrebbe arrivare anche il seguente:
- Xeon DP E5507 - 4 core, clock a 2,26 GHz, 4 MB di cache L3, RAM 3-channel DDR3-800, 80 W, QPI a 4,8 GT/s, no SMT, no Turbo Mode
- Xeon DP E5503 - 2 core, clock a 2 GHz, 4 MB di cache L3, RAM 3-channel DDR3-800, 80 W, QPI a 4,8 GT/s, no SMT, no Turbo Mode

## Modelli
La tabella seguente mostra i modelli di Xeon DP, basati su core Gainestown, arrivati sul mercato. Molti di questi condividono caratteristiche comuni pur essendo basati su diversi core; per questo motivo, allo scopo di rendere maggiormente evidente tali affinità e "alleggerire" la visualizzazione alcune colonne mostrano un valore comune a più righe. Di seguito anche una legenda dei termini (alcuni abbreviati) usati per l'intestazione delle colonne:
- Nome Commerciale: si intende il nome con cui è stato immesso in commercio quel particolare esemplare.
- Data: si intende la data di immissione sul mercato di quel particolare esemplare.
- Socket: lo zoccolo della scheda madre in cui viene inserito il processore. In questo caso il numero rappresenta oltre al nome anche il numero dei pin di contatto.
- N°C.: sta per "numero di core" e si intende il numero di core montati sul package: 1 se "single core", 2 se "dual core", 4 se "quad core", ecc.
- Clock: la frequenza di funzionamento del processore.
- Molt.: sta per "Moltiplicatore" ovvero il fattore di moltiplicazione per il quale bisogna moltiplicare la frequenza di bus per ottenere la frequenza del processore.
- Pr.Prod.: sta per "Processo produttivo" e indica tipicamente la dimensione dei gate dei transistor (180 nm, 130 nm, 90 nm) e il numero di transistor integrati nel processore espresso in milioni.
- Voltag.: sta per "Voltaggio" e indica la tensione di alimentazione del processore.
- Watt: si intende il consumo massimo di quel particolare esemplare.
- Ram: indica la presenza del controller per la memoria RAM integrato nel processore, il numero di canali supportati e la frequenza massima.
- Bus: frequenza del BUS interno alla CPU.
- QPI: velocità del BUS seriale introdotto da Intel con l'architettura Nehalem e che mette in comunicazioni i processori tra loro e con il chipset. La sua velocità viene indicata in GT/s invece che in MHz.
- PCI: indica la presenza del controller PCI Express 2.0 per la gestione delle schede video discrete e il numero di linee per ogni slot.
- Cache: dimensione delle cache di 1º e 2º livello.
- XD: sta per "XD-bit" e indica l'implementazione della tecnologia di sicurezza che evita l'esecuzione di codice malevolo sul computer.
- 64: sta per "EM64T" e indica l'implementazione della tecnologia a 64 bit di Intel.
- HT: sta per "Hyper-Threading" e indica l'implementazione della esclusiva tecnologia Intel che consente al sistema operativo di vedere 2 core "logici" per ogni core "fisico".
- ST: sta per "SpeedStep Technology" ovvero la tecnologia di risparmio energetico sviluppata da Intel e inserita negli ultimi Pentium 4 Prescott serie 6xx per contenere il consumo massimo.
- TM: sta per "Turbo Mode" ovvero la tecnologia che aumenta il clock dei soli core utilizzati in modo da velocizzare l'elaborazione di quelle particolari applicazioni che non sono in grado di sfruttare adeguatamente un processore multi core.
- VT: sta per "Vanderpool Technology", la tecnologia di virtualizzazione che rende possibile l'esecuzione simultanea di più sistemi operativi differenti contemporaneamente.

| Nome Commerciale | Data        | Socket | N°C. | Clock    | Molt. | Pr.Prod.       | Voltag. | Watt  | Ram         | Bus     | QPI       | PCI | Cache                       | XD | 64 | HT | ST | TM | VT |
| ---------------- | ----------- | ------ | ---- | -------- | ----- | -------------- | ------- | ----- | ----------- | ------- | --------- | --- | --------------------------- | -- | -- | -- | -- | -- | -- |
| Xeon DP E5502    | 29/mar/2009 | 1366   | 2    | 1,86 GHz | 14x   | 45 nm          | 1,17 V  | 80 W  | 3-DDR3 800  | 133 MHz | 4,8 GT/s  | --- | L1=2x64KB L2=2x256KB L3=4MB | Sì | Sì | No | Sì | No | Sì |
| Xeon DP E5504    | 29/mar/2009 | 1366   | 4    | 2 GHz    | 15x   | 45 nm          | 1,17 V  | 80 W  | 3-DDR3 800  | 133 MHz | 4,8 GT/s  | --- | L1=4x64KB L2=4x256KB L3=4MB | Sì | Sì | No | Sì | No | Sì |
| Xeon DP E5506    | 29/mar/2009 | 1366   | 4    | 2,13 GHz | 16x   | 45 nm          | 1,17 V  | 80 W  | 3-DDR3 800  | 133 MHz | 4,8 GT/s  | --- | L1=4x64KB L2=4x256KB L3=4MB | Sì | Sì | No | Sì | No | Sì |
| Xeon DP E5520    | 29/mar/2009 | 1366   | 4    | 2,26 GHz | 17x   | 45 nm 731 mil. | 1,17 V  | 80 W  | 3-DDR3 1066 | 133 MHz | 5,86 GT/s | --- | L1=4x64KB L2=4x256KB L3=8MB | Sì | Sì | Sì | Sì | Sì | Sì |
| Xeon DP E5530    | 29/mar/2009 | 1366   | 4    | 2,4 GHz  | 18x   | 45 nm 731 mil. | 1,17 V  | 80 W  | 3-DDR3 1066 | 133 MHz | 5,86 GT/s | --- | L1=4x64KB L2=4x256KB L3=8MB | Sì | Sì | Sì | Sì | Sì | Sì |
| Xeon DP E5540    | 29/mar/2009 | 1366   | 4    | 2,53 GHz | 19x   | 45 nm 731 mil. | 1,17 V  | 80 W  | 3-DDR3 1066 | 133 MHz | 5,86 GT/s | --- | L1=4x64KB L2=4x256KB L3=8MB | Sì | Sì | Sì | Sì | Sì | Sì |
| Xeon DP X5550    | 29/mar/2009 | 1366   | 4    | 2,66 GHz | 20x   | 45 nm 731 mil. | 1,17 V  | 95 W  | 3-DDR3 1333 | 133 MHz | 6,4 GT/s  | --- | L1=4x64KB L2=4x256KB L3=8MB | Sì | Sì | Sì | Sì | Sì | Sì |
| Xeon DP X5560    | 29/mar/2009 | 1366   | 4    | 2,8 GHz  | 21x   | 45 nm 731 mil. | 1,17 V  | 95 W  | 3-DDR3 1333 | 133 MHz | 6,4 GT/s  | --- | L1=4x64KB L2=4x256KB L3=8MB | Sì | Sì | Sì | Sì | Sì | Sì |
| Xeon DP X5570    | 29/mar/2009 | 1366   | 4    | 2,93 GHz | 22x   | 45 nm 731 mil. | 1,17 V  | 95 W  | 3-DDR3 1333 | 133 MHz | 6,4 GT/s  | --- | L1=4x64KB L2=4x256KB L3=8MB | Sì | Sì | Sì | Sì | Sì | Sì |
| Xeon DP W5580    | 29/mar/2009 | 1366   | 4    | 3,2 GHz  | 24x   | 45 nm 731 mil. | 1,17 V  | 130 W | 3-DDR3 1333 | 133 MHz | 6,4 GT/s  | --- | L1=4x64KB L2=4x256KB L3=8MB | Sì | Sì | Sì | Sì | Sì | Sì |
| Xeon DP L5506    | 29/mar/2009 | 1366   | 4    | 2,13 GHz | 16x   | 45 nm          | N.A.    | 60 W  | 3-DDR3 800  | 133 MHz | 4,8 GT/s  | --- | L1=4x64KB L2=4x256KB L3=4MB | Sì | Sì | No | Sì | No | Sì |
| Xeon DP L5520    | 29/mar/2009 | 1366   | 4    | 2,26 GHz | 17x   | 45 nm 731 mil. | N.A.    | 60 W  | 3-DDR3 1066 | 133 MHz | 5,86 GT/s | --- | L1=4x64KB L2=4x256KB L3=8MB | Sì | Sì | Sì | Sì | Sì | Sì |
| Xeon DP W5590    | 9/ago/2009  | 1366   | 4    | 3,33 GHz | 25x   | 45 nm 731 mil. | 1,17 V  | 130 W | 3-DDR3 1333 | 133 MHz | 6,4 GT/s  | --- | L1=4x64KB L2=4x256KB L3=8MB | Sì | Sì | Sì | Sì | Sì | Sì |
| Xeon DP L5530    | 9/ago/2009  | 1366   | 4    | 2,4 GHz  | 18x   | 45 nm 731 mil. | N.A.    | 60 W  | 3-DDR3 1066 | 133 MHz | 5,86 GT/s | --- | L1=4x64KB L2=4x256KB L3=8MB | Sì | Sì | Sì | Sì | Sì | Sì |

Nota: la tabella soprastante è un estratto di quella completa contenuta nella pagina dello Xeon.

## Il successore
Le notizie riguardo al successore di Gainestown sono ancora piuttosto scarse: Intel ha annunciato di avere allo studio il processore Keifer da ben 32 core, che dovrebbe arrivare sul mercato in una finestra temporale compatibile con il possibile successore di Gainestown, ma la sua architettura, così profondamente diversa, lascia al momento qualche dubbio sul fatto che questo progetto possa in futuro venire commercializzato anch'esso con il nome commerciale di Xeon DP.
È invece probabile che, seguendo la strategia pre-annunciata da Intel, il successore di Gainestown possa essere un esponente della seconda generazione di CPU basate su architettura Nehalem e prodotto a 32 nm, che al momento viene indicata mediante il nome in codice Westmere; tale processore probabilmente si chiamerà Gulftown e dovrebbe essere una CPU da 6 core.